# Поморье (посёлок)
Помо́рье — бывший посёлок городского типа в Приморском районе Архангельской области в 90-95 километрах к северу от Архангельска.
Посёлок Вахтовый возник как временное поселение геологов рядом с месторождением алмазов им. М. В. Ломоносова в 1983 году. Посёлок Вахтовый поставили в сосновом бору урочища Тучкина, на правом берегу реки Зимняя Золотица, на месте родовых погребений ненцев. В 1992 году Вахтовый получил статус поселения и официально был переименован в посёлок Поморье. В Поморье было около 15 двухэтажных деревянных домов и около 30 одноэтажных. Поморье стало посёлком городского типа. Имелся водопровод и центральное отопление. В посёлке была одна из лучших в области по оснащению полная средняя школа. Была своя пекарня, столовая, два магазина, баня, гостиница, общежитие, дизельная станция, вырабатывавшая электроэнергию, котельная и насосная станции, небольшая обогатительная фабрика и управление двух экспедиций (беломорской и ленинградской). В середине 1980-х годов в Поморье проживало около 3000 человек.
После завершения работы геологоразведочных экспедиций Поморье стало приходить в запустение. В посёлке была разморожена система отопления, прекратилась подача электричества. В 1998 году посёлок Поморье полностью опустел. В 2000 году решением Архангельского областного Собрания депутатов посёлок был официально упразднён.

### Карты
- Посёлок Поморье. Публичная кадастровая карта
- Топографическая карта Q-37-29_30.